# Magno Alves
Magno Alves de Araújo (ur. 13 stycznia 1976 w Aporze) – brazylijski piłkarz występujący podczas kariery na pozycji napastnika.

## Kariera klubowa
Magno Alves rozpoczął piłkarską karierę w Ratrans w 1994 roku. W następnych latach grał w Valinhos, Independente, Araçatuba oraz Criciúmie. Przełomem w jego karierze był transfer do Fluminense FC w 1998 roku.
W klubie z Rio de Janeiro grał przez pięć lat i zdobył mistrzostwo stanu Rio de Janeiro – Campeonato Carioca 2002 oraz został królem strzelców ligi brazylijskiej w 2000 roku. W marcu 2003 roku Magno Alves opuścił Brazylię i wyjechał do Korea Południowej do Jeonbuk Hyundai Motors. Jeonbuk zdobył Puchar Korei Południowej 2003. W latach 2004–2007 Magno Alves występował w Japonii. Najpierw był zawodnikiem Oita Trinita, potem Gamby Osaka.
Z Gambą zdobył Puchar Cesarza w 2007 roku oraz został królem strzelców J-League w 2006 roku. W latach 2007–2008 był zawodnikiem saudyjskiego Al-Ittihad Club. Od 13 września 2008 Magno Alves jest zawodnikiem katarskiego Umm-Salal Sport Club. W 2009 roku został królem strzelców Q-League.

## Kariera reprezentacyjna
Magno Alves ma za sobą występy w reprezentacji Brazylii, w której zadebiutował 2 czerwca 2001 w zremisowanym 0-0 meczu z reprezentacją Meksyku podczas Pucharu Konfederacji. Na turnieju w Japonii i Korei Południowej Robert zagrał we trzech meczach z Kanadą, Japonią oraz 9 czerwca 2001 z Australią, który był jego trzecim i ostatnim meczem w reprezentacji.